# LittleBigPlanet

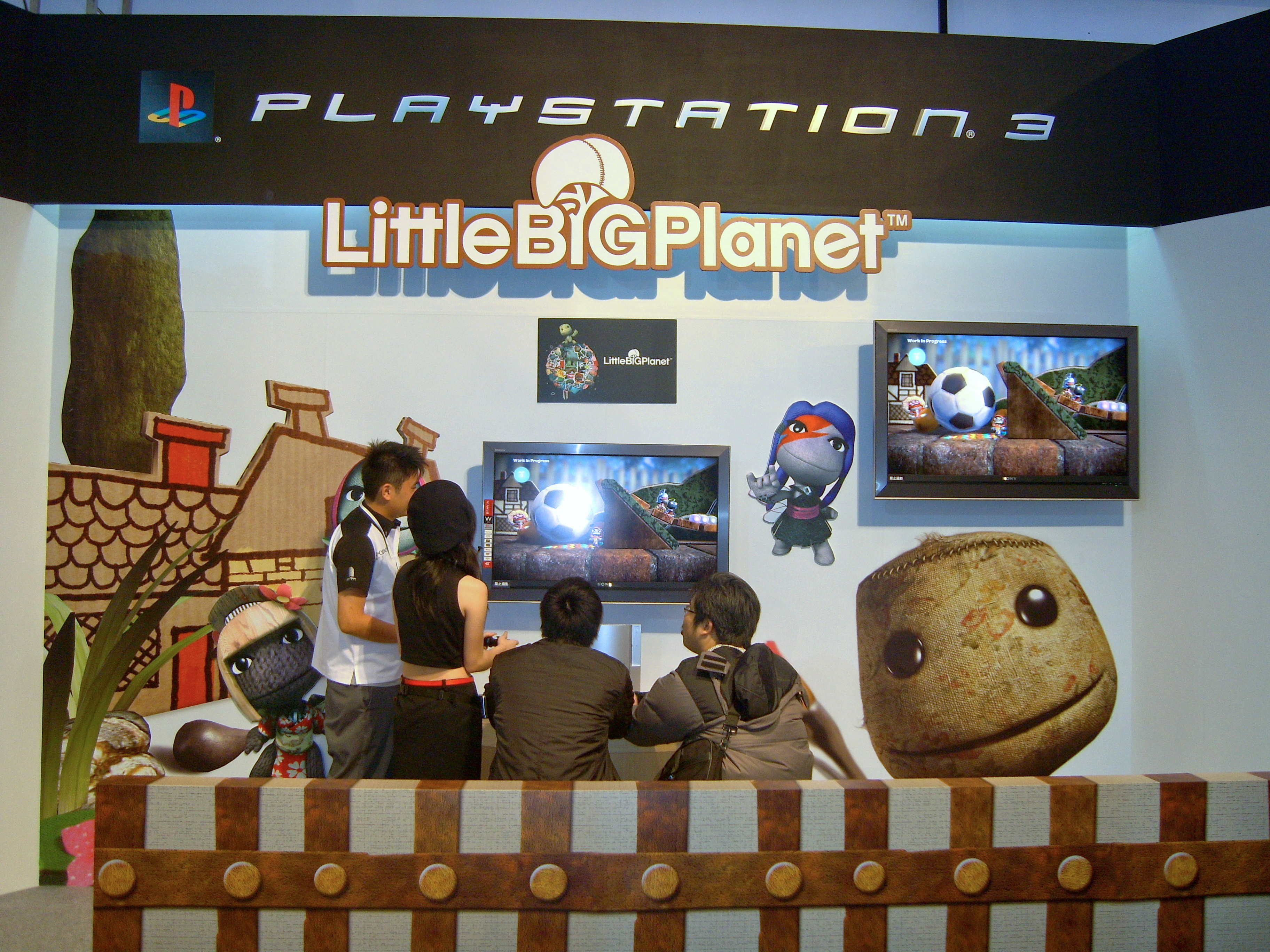
LittleBigPlanet-Messebereich der SonyFair 2008

LittleBigPlanet, oft auch mit LBP abgekürzt, ist ein Jump-’n’-Run-Videospiel mit Puzzleelementen für die PlayStation 3, die PlayStation Portable und PlayStation Vita. Es wurde von der britischen Firma Media Molecule entwickelt und von Sony Computer Entertainment im Jahr 2008 weltweit veröffentlicht. Am 21. Januar 2011 erschien mit LittleBigPlanet 2 ein Nachfolger und am 21. September 2012 ist LittleBigPlanet Vita erschienen. Am 26. November 2014 erschien in Europa der „LittleBigPlanet-2“-Nachfolger LittleBigPlanet 3 für die PlayStation 3 und PlayStation 4.

## Gameplay
Im Spiel steuert der Spieler kleine Avatare, sogenannte „Sackboys“ oder „Sackgirls“, die er durch zahlreiche Kostümvarianten dekorieren kann. Das Spiel beinhaltet insgesamt mehr als 50 Level, die in mehrere Rätselepisoden unterteilt sind. Geschicklichkeit und Erfindungsgeist sind hierbei gefragt, um ans Ende der Hindernisse zu gelangen. Der besondere Reiz gegenüber konventionellen Jump ’n' Runs besteht in der gezielten Ausnutzung physikalischer Prozesse, die durch die Physik-Engine des Spiels realitätsnah simuliert werden.
Außerdem besteht die Möglichkeit, neue Level, Gegenstände, Gebäude, Formen und ganze Szenarien selber zu entwerfen und danach der restlichen Community zur Verfügung zu stellen. Dieser Online-Bereich bietet eine sehr große, ständig wachsende Zahl an Leveln, die online mit bis zu vier anderen Spielern gemeistert werden können. Zudem wird das Spiel durch weitere Levelpacks, Kostüme und Downloadcontent, welche im PlayStation-Store erworben werden können, ständig erweitert.
Die Veröffentlichung des Spiels verschob sich um geraume Zeit, weil Sony Problemen mit dem Soundtrack vorbeugen wollte. Der Titel Tapha Niang, der auf dem Album Boulevard de l’Independance vom Künstler Toumani Diabaté veröffentlicht wurde, war Teil des Spiels und enthielt mehrere umstrittene Koran-Zitate, wie beispielsweise „Alles, was auf der Erde ist, wird untergehen“. Um negativen Reaktionen vorzubeugen, entschied sich Sony für die Entfernung des Stückes und einer Neuauflage des Spiels. Das Spiel konnte sich (Stand 22. Februar 2014) weltweit insgesamt 5,4 Millionen Mal verkaufen.
Die deutsche Off-Stimme wird gesprochen von Gordon Piedesack.

## Nachfolger
2009 erschien eine Version für die PlayStation Portable und 2012 eine Version für die PS Vita.

### LittleBigPlanet 2
Am 10. Mai 2010 wurde der Nachfolger LittleBigPlanet 2 offiziell angekündigt. Dieser erschien am 21. Januar 2011 für Playstation 3. In diesem Spiel übernimmt der Spieler erneut die Kontrolle über einen Sackboy, welcher vielfältig kostümiert werden kann. Neben einem neuen Storymodus und neuen Sticker, Kostümen und Dekorationen wurden einige neue Power-Ups eingeführt, wie zum Beispiel die Powerhandschuhe, die das Anheben von Objekten ermöglichen oder dem Greifhaken. Im Baumodus wurde es zudem ermöglicht, nun auch andere Spielarten als nur Jump ’n’ Run einzubauen. So sind viele Werkzeuge vorhanden, die das Erstellen von andersartigen Minispielen erleichtern.

### LittleBigPlanet 3
Auf der E3 2014 kündigte Sony den Nachfolger LittleBigPlanet 3 für PlayStation 3 und PlayStation 4 offiziell an. Die Entwicklung übernahm Sumo Digital anstatt Media Molecule, die aber das neue Entwickler-Team bei der Entwicklung begleiteten.
Zu den Neuerungen gehört, dass der Spieler neben Sackboy nun auch 3 weitere Charaktere übernehmen kann, die jeweils ihre eigenen Fähigkeiten mitbringen. So kann der Vogel Swoop fliegen, der vierbeinige Oddsock an Wänden hochlaufen und das Männchen Toggle seine Größe ändern.

## Ableger
Neben den offiziellen Nachfolgern erschienen auch eine Reihe von Spin-offs die teilweise ein anderes Spielsystem unterstützen. Sackboy’s Prehistoric Moves ist ein PlayStation Move. Es umfasst 10 prähistorische Level, die mindestens zu zweit gespielt werden müssen, wobei ein Spieler den PS Move-Controller nutzt. LittleBigPlanet Karting ist hingegen ein klassisches Kart-Game, bei dem Rennen gegeneinander gespielt werden. Zudem können die Spieler eigene Rennstrecken erstellen und mit anderen Spielern teilen.

## Auszeichnungen

### Game Critics Awards2008
Das Spiel wurde in zwei Kategorien ausgezeichnet.
- Best Console Game
- Best Social/Casual/Puzzle

### Interactive Achievement Awards
Das Spiel wurde bei den 12th Interactive Achievement Awards in zehn Kategorien nominiert und gewann acht.

#### Gewonnen
- Outstanding Achievement in Art Direction
- Outstanding Achievement in Visual Engineering
- Outstanding Achievement in Character Performance
- Outstanding Achievement in Game Direction
- Outstanding Innovation in Gaming
- Family Game of the Year
- Console Game of the Year
- Overall Game of the Year

#### Nominiert
- Outstanding Achievement in Soundtrack
- Outstanding Achievement in Sound Design

### GAME British Academy Video Games Awards 2008
Das Spiel wurde in sechs Kategorien nominiert, wovon es eine für sich entscheiden konnte.

#### Gewonnen
- Kategorie Artistic Achievement

#### Nominierungen
- Kategorie Casual
- Kategorie Original Score
- Kategorie Technical Achievement
- Kategorie Use of Audio
- Kategorie Game Award of 2009

### GAME British Academy Video Games Awards 2009
Das Spiel wurde in zwei Kategorien nominiert, wovon es eine für sich entscheiden konnte. Die Verleihung fand am 19. März statt.

#### Gewonnen
- Kategorie Handheld

#### Nominierungen
- Kategorie Use of Online